# 冯奉世
冯奉世（？—前39年），字子明，上党郡潞县（今山西省长治市潞城区东北）人，西汉武将。上党冯氏先祖。
汉武帝末年，冯奉世以良家子的身份擢升为郎。汉昭帝在位时，冯奉世因功补为武安县长，后来失官。冯奉世三十余岁时，开始学《春秋》，明习兵法，通过前将军韩增的表奏推荐被升任为军司空令。本始年间，随范明友等将军攻打匈奴。战争结束后，再次为郎。汉宣帝在位时，冯奉世历任光禄大夫、水衡都尉。前65年，冯奉世出使大宛，率军击破莎车，被汉宣帝任命为右将军典属国，因为萧望之反对没有封他为侯。前41年，以平羌军功，为左将军光祿勳，封关内侯。

## 子女

### 子
- 长子冯谭，太常举孝廉为郎，功次补天水司马。冯奉世击西羌时，冯谭为校尉，随父从军有功，未拜病死。
- 冯野王，字君卿，大鸿胪。嗣父爵为关内侯，后被免。

- 冯逡，字子产，陇西太守。
- 冯立，字圣卿，太原太守。
- 幼子冯参，字叔平，谏大夫，使领护左冯翊都水，宜乡侯，后贬关内侯，因被同母姐冯媛事连累自杀。

另有四子。

### 女
- 长女冯媛，汉元帝的昭仪、中山王刘兴的母亲，汉平帝的祖母。
  - 冯媛的一个弟媳名君之，冯媛事发时已守寡，被连累而死。
- 冯习，因被冯媛事连累，全家自杀或被杀。

另有二女。

## 延伸阅读
[在维基数据编辑]
 《漢書/卷079》，出自班固《漢書》